# Elecciones generales de Italia de 1900
Las elecciones generales se celebraron en Italia el 3 de junio de 1900, con una segunda vuelta celebrada el 10 de junio. El bloque de izquierda "ministerial" siguió siendo el más grande en el Parlamento, ganando 296 de los 508 escaños.

## Sistema electoral
La elección se llevó a cabo utilizando 508 distritos electorales uninominales. Sin embargo, antes de las elecciones, se enmendó la ley electoral para que los candidatos solo necesitaran una mayoría absoluta de votos para ganar su circunscripción, derogando el segundo requisito de recibir los votos de al menos una sexta parte de los votantes registrados.

## Contexto histórico
Tras la caída de Antonio Starabba en junio de 1898, el rey Humberto I encomendó al general Luigi Pelloux la formación de un gabinete y asumió el cargo de ministro del Interior. Renunció al cargo en mayo de 1899 debido a su política china, pero nuevamente se le encomendó la formación de un gobierno. Su nuevo gabinete era esencialmente militar y conservador, el conservador más decisivo desde 1876.
Tomó medidas severas contra los elementos revolucionarios en el sur de Italia. El Proyecto de Ley de Seguridad Pública para la reforma de las leyes de policía, asumido por él del gabinete de Rudinì fue finalmente promulgado por real decreto. La ley ilegalizó las huelgas de los empleados estatales; otorgó al ejecutivo poderes más amplios para prohibir las reuniones públicas y disolver las organizaciones subversivas; reactivó las penas de destierro y arresto preventivo por delitos políticos; y un mayor control de la prensa al responsabilizar a los autores de sus artículos y declarar delito la incitación a la violencia. La nueva ley coercitiva fue ferozmente obstruida por el Partido Socialista Italiano (PSI), que, con la izquierda y la extrema izquierda, logró obligar al general Pelloux a disolver la Cámara en mayo de 1900 y a dimitir después de las elecciones generales de junio.

## Partidos y líderes
| Partido | Partido                      | Ideología                             | Líder               |
| ------- | ---------------------------- | ------------------------------------- | ------------------- |
|         | Izquierda histórica          | Liberalismo, Centrismo                | Giovanni Giolitti   |
|         | Derecha histórica            | Conservadurismo, Monarquismo          | Antonio Starabba    |
|         | Partido Socialista Italiano  | Socialismo, Socialismo revolucionario | Filippo Turati      |
|         | Extrema izquierda histórica  | Republicanismo, Radicalismo           | Ettore Sacchi       |
|         | Partido Republicano Italiano | Republicanismo, Radicalismo           | Napoleone Colajanni |

## Resultados
|  | 52,17 % |

|  | 21,37 % |

|  | 12,97 % |

|  | 7,07 % |

|  | 6,22 % |

|  | 0,20 % |

|  | 97,03 % |

|  | 2,97 % |

|  | 100 % |

|  | 58,28 % |